# Troisième circonscription d'Amiens (IIIe République)
La troisième circonscription d'Amiens était, sous la Troisième République, une circonscription législative française de la Somme.

## Description géographique et démographique

### 1898-1902

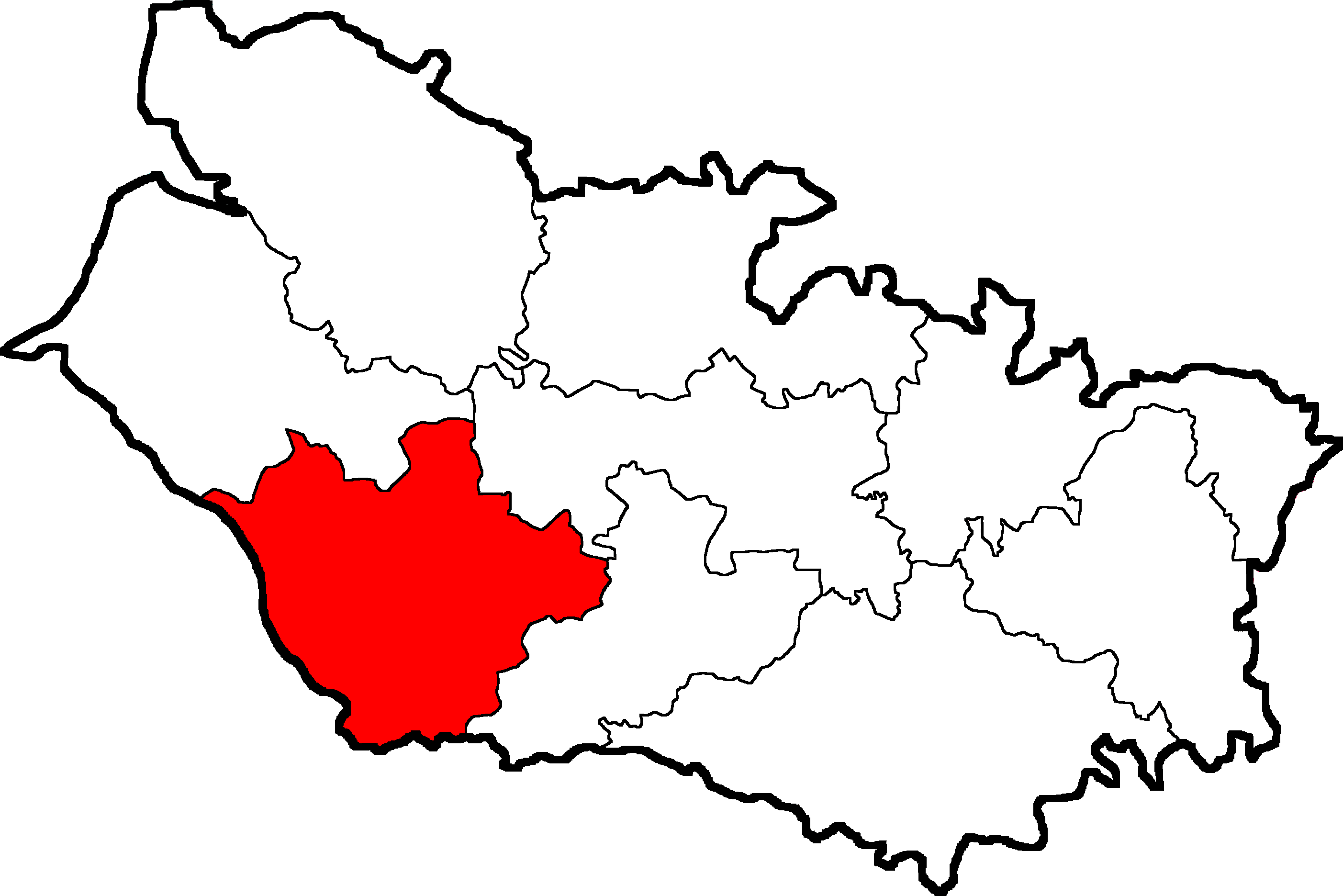
Circonscription de 1898 à 1902.

En 1898, la deuxième circonscription d'Amiens est divisée en deux, la partie sud prendra le nom de troisième circonscription d'Amiens.
Elle est délimitée par cantons suivants :
- Canton de Hornoy-le-Bourg
- Canton de Molliens-Dreuil
- Canton d'Oisemont
- Canton de Poix-de-Picardie

Cette circonscriptions ne fut active que pour la VIIe législature (1898-1902). En 1902, un redécoupage transformera ces trois circonscriptions amiénoises en une circonscription urbaine (la première) et une circonscription rurale (la deuxième).

### 1928-1940

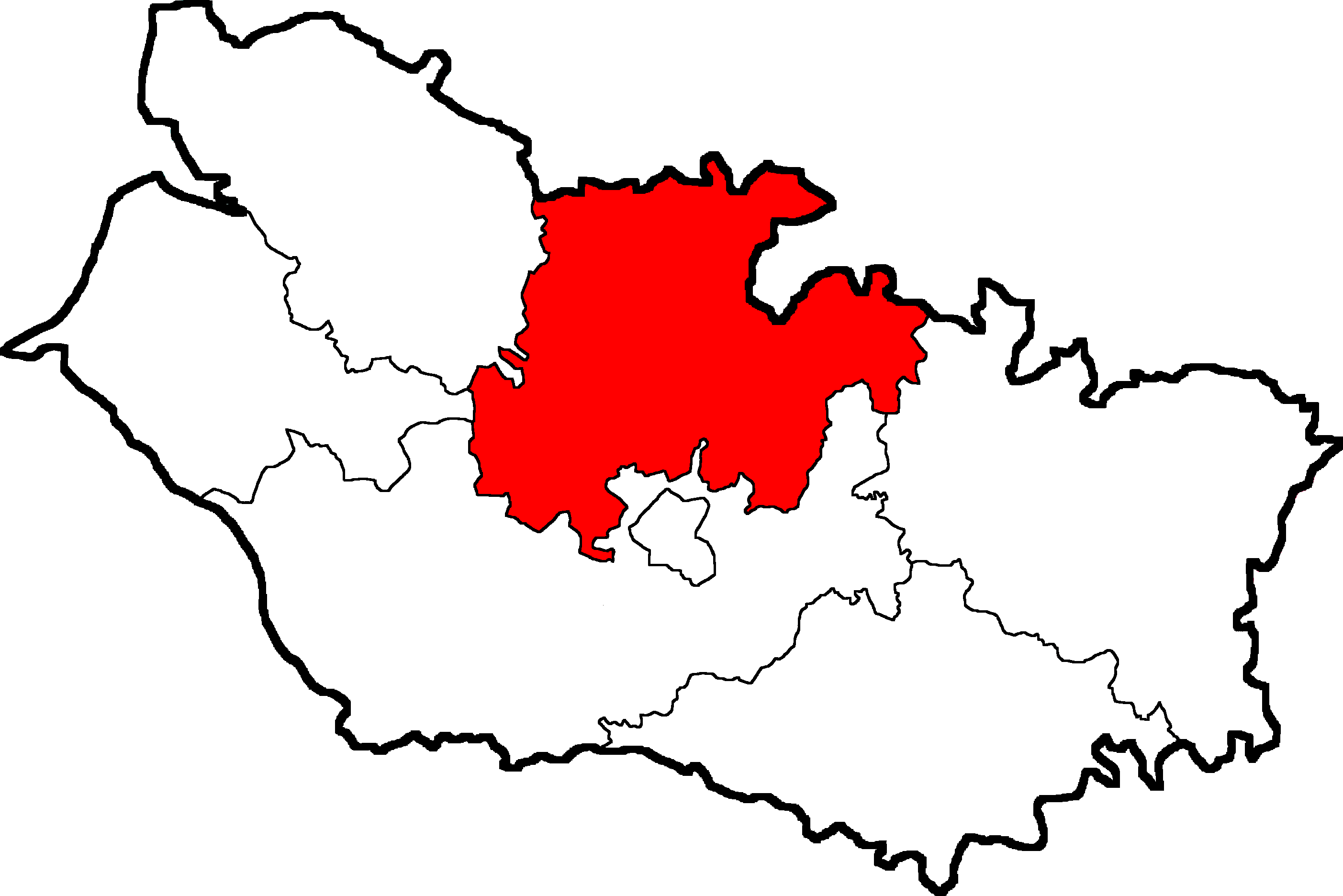
Circonscription de 1928 à 1940.

À la suite de l’absorption de l'arrondissement de Doullens et de la loi du 21 juillet 1927, les circonscriptions de l'arrondissement (sauf la première) sont redécoupées.
La nouvelle troisième circonscription d'Amiens est délimitée par les cantons suivants :
- Canton d'Acheux-en-Amiénois
- Canton de Bernaville
- Canton de Domart-en-Ponthieu
- Canton de Doullens
- Canton de Picquigny
- Canton de Villers-Bocage

Avec la fin de la Troisième République et les pleins pouvoirs confiés au maréchal Philippe Pétain, les circonscriptions législatives sont supprimées, le 10 juillet 1940.

## Historique des députations

### 1898 - 1902
| Législature      | Début         | Fin         | Député       | Parti / Idéologie | Parti / Idéologie | Observation |
| ---------------- | ------------- | ----------- | ------------ | ----------------- | ----------------- | ----------- |
| VIIe législature | 1er juin 1898 | 31 mai 1902 | Amédée Olive |                   | Modérés           |             |

### 1928 - 1940
| Législature      | Début         | Fin            | Député                        | Parti | Parti                            | Observation |
| ---------------- | ------------- | -------------- | ----------------------------- | ----- | -------------------------------- | ----------- |
| XIVe législature | 1er juin 1928 | 31 mai 1932    | Albert Ménil                  |       | Fédération républicaine          |             |
| XVe législature  | 1er juin 1932 | 31 mai 1936    | Louis Lebel                   |       | SFIO puis USR                    |             |
| XVIe législature | 1er juin 1936 | 9 juillet 1940 | François de Clermont-Tonnerre |       | Parti agraire et paysan français |             |

## Historique des élections
Voici la liste des résultats des élections législatives dans la circonscription de 1876 à 1936 : 